# João Jacques Henri Montandon
João Jacques Henri Montandon (Estrela do Sul, 5 de janeiro de 1872 — Araxá, 7 de dezembro de 1964) foi um político brasileiro. Exerceu o mandato de deputado federal constituinte por Minas Gerais em 1934.